# Mellanregister
Mellanregister är den del av det hörbara frekvensområdet som bland annat mänskligt tal faller inom. Människans hörselsinne har en mycket god förmåga att uppfatta toner som faller inom mellanregistret och där är hörseln som mest utvecklad. Bland annat är förmågan att uppfatta varifrån ljudet kommer god så länge som ljudet tillhör just mellanregistret. Utanför detta frekvensområde kan människan uppfatta både lägre och högre frekvenser men känsligheten i dessa områden är mer begränsad (jämför isofonkurvorna), vilket är anledningen till att det i ljudutrustning finns sådana finesser som loudness, vilka höjer både det höga diskantregistret såväl som det låga basregistret i signalen.